# Émile Chautard
Pour les articles homonymes, voir Chautard.
Émile Chautard, né le 7 septembre 1864 à Paris et mort le 24 avril 1934 à Los Angeles est un acteur et réalisateur américain d'origine française. Après avoir travaillé comme comédien et metteur en scène durant une quinzaine d'années à Paris, il a émigré aux États-Unis où il a réalisé une quarantaine de films avant de se limiter à sa carrière d'acteur.

## Biographie
Émile Pierre Joseph Chautard est né le 7 septembre 1864 à Paris (15e arrondissement) de Joseph Thomas Chautard, artiste peintre, et Henriette Thérèsé Séguin. Le 3 juillet 1902, il épouse à Paris (15e arrondissement) Victorine Marguerite Louise.
Il débute comme comédien au théâtre de l'Odéon à la fin du XIXe siècle, puis metteur en scène de théâtre. Chautard n'aborde le cinéma qu'en 1910 avec Victorin Jasset pour Eugénie Grandet (d'après le roman de Balzac) puis pour César Birotteau en 1911. Il participe à l'aventure du « film artistique », étant le metteur en scène principal et le directeur artistique de l'Association des comédiens et auteurs dramatiques (ACAD) (au sein de la société Éclair), réalisant par exemple : Le Mystère de la chambre jaune d'après Gaston Leroux (1913) et L'Aiglon (en) d'après Edmond Rostand (1913) ; il y joue le rôle de Napoléon Bonaparte.
Il émigre en 1914 aux États-Unis, où il réalise une quarantaine de films, dont une œuvre de prestige en 1923 : Daytime Wives (en).
À partir de 1925, il est exclusivement acteur, jouant dans des rôles très variés : importants comme celui du père Goriot dans une adaptation d'E. Mason Hopper titrée Le Père Goriot (1926), ou secondaires, comme celui d'un général français dans Cœurs brûlés de Josef von Sternberg (1930), où il n'est même pas crédité. Il apparaît également – toujours dans un rôle d'officier français – dans Shanghaï Express du même Josef von Sternberg en 1932.
Émile Chautard décède le 24 avril 1934 à Westwood (Los Angeles). Il est inhumé à Los Angeles dans le cimetière Hollywood Forever.

## Filmographie partielle
Elle compte une centaine de films comme réalisateur, une soixantaine comme acteur et une vingtaine comme scénariste.

### Comme réalisateur
- 1910 : Le Médecin malgré lui
- 1911 : Le Grand-père
- 1911 : Fumeur d'opium (scénario André de Lorde)[4]
- 1911 : Une nuit d'épouvante (scénario André de Lorde)[4]
- 1912 : Le Cercueil de verre (scénario André de Lorde)[4]
- 1912 : Occupe-toi d'Amélie
- 1912 : Le Mystère de Notre-Dame de Paris, coréalisé par Victorin Jasset
- 1912 : La Dame de chez Maxim's
- 1913 : La Duchesse des Folies-Bergère
- 1913 : Le Sculpteur aveugle (scénario André de Lorde)[4]
- 1913 : La Malédiction (scénario André de Lorde)[4]
- 1913 : L'Auberge sanglante[5]
- 1913 : Le Mystère de la chambre jaune
- 1913 : Jean la Poudre (coréalisation : Maurice Tourneur)
- 1913 :  La Dame de Monsoreau[6]
- 1913 : La Fiancée maudite
- 1914 : Bagnes d'enfants (scénario André de Lorde)[4]
- 1917 : L'Homme qui a oublié (en) (The Man Who Forgot)
- 1917 : La Sirène (film, 1917) (en) (The Eternal Temptress)
- 1917 : The Web of Desire
- 1918 : La Maison de verre (The House of Glass)
- 1918 : Les Marionnettes (The Marionettes)
- 1919 : Le Mystère de la chambre jaune (The Mystery of The Yellow Room) (2e version)
- 1921 : La Panthère noire (The Black Panther's Cub)

### Comme acteur
- 1910 : Fouquet, l'homme au masque de fer
- 1926 : Bardelys le magnifique (Bardelys the Magnificent) de King Vidor
- 1926 : Broken Hearts of Hollywood de Lloyd Bacon
- 1926 : The Flaming Forest de Reginald Barker
- 1927 : L'Heure suprême (7th Heaven) de Frank Borzage
- 1927 : Now We're in the Air de Frank R. Strayer
- 1927 : The Love Mart de George Fitzmaurice
- 1927 : La Blonde ou la Brune? (Blonde or Brunette) de Richard Rosson
- 1928 : His Tiger Wife de Hobart Henley
- 1928 : La Belle Exilée  (Adoration) de Frank Lloyd
- 1929 : Marianne de Robert Z. Leonard
- 1930 : Le Metteur en scène (Free and Easy) d'Edward Sedgwick
- 1930 : Estrellados de Salvador de Alberich et Edward Sedgwick
- 1930 : L'Énigmatique Monsieur Parkes de Louis Gasnier
- 1930 : Cœurs brûlés (Morocco) de Josef von Sternberg
- 1931 : Le Chemin du divorce (The Road to Reno) de Richard Wallace
- 1931 : Le Petit Café de Ludwig Berger
- 1931 : Le Fils de l'autre de Henry de La Falaise
- 1932 : Shanghaï Express de Josef von Sternberg
- 1932 : Blonde Vénus (Blonde Venus) de Josef von Sternberg
- 1932 : Raspoutine et l'Impératrice (Rasputin and the Empress) de Richard Boleslawski et Charles Brabin
- 1933 : The Devil's in Love, de William Dieterle
- 1933 : Sérénade à trois (Design for Living) d'Ernst Lubitsch
- 1934 : Viva Villa !, de Jack Conway

## Théâtre
- 1913 : Alsace de Gaston Leroux et Lucien Camille, théâtre Fémina